# میریتی-پارانا
میریتی-پارانا (انگلیسی: Mirití-Paraná) یک منطقهٔ مسکونی در کلمبیا است.